# Kattowitzer Zeitung
Die Kattowitzer Zeitung (1869–1874: Allgemeiner Anzeiger für den oberschlesischen Industriebezirk) war eine regionale Tageszeitung aus Kattowitz von 1869 bis 1942.

## Geschichte

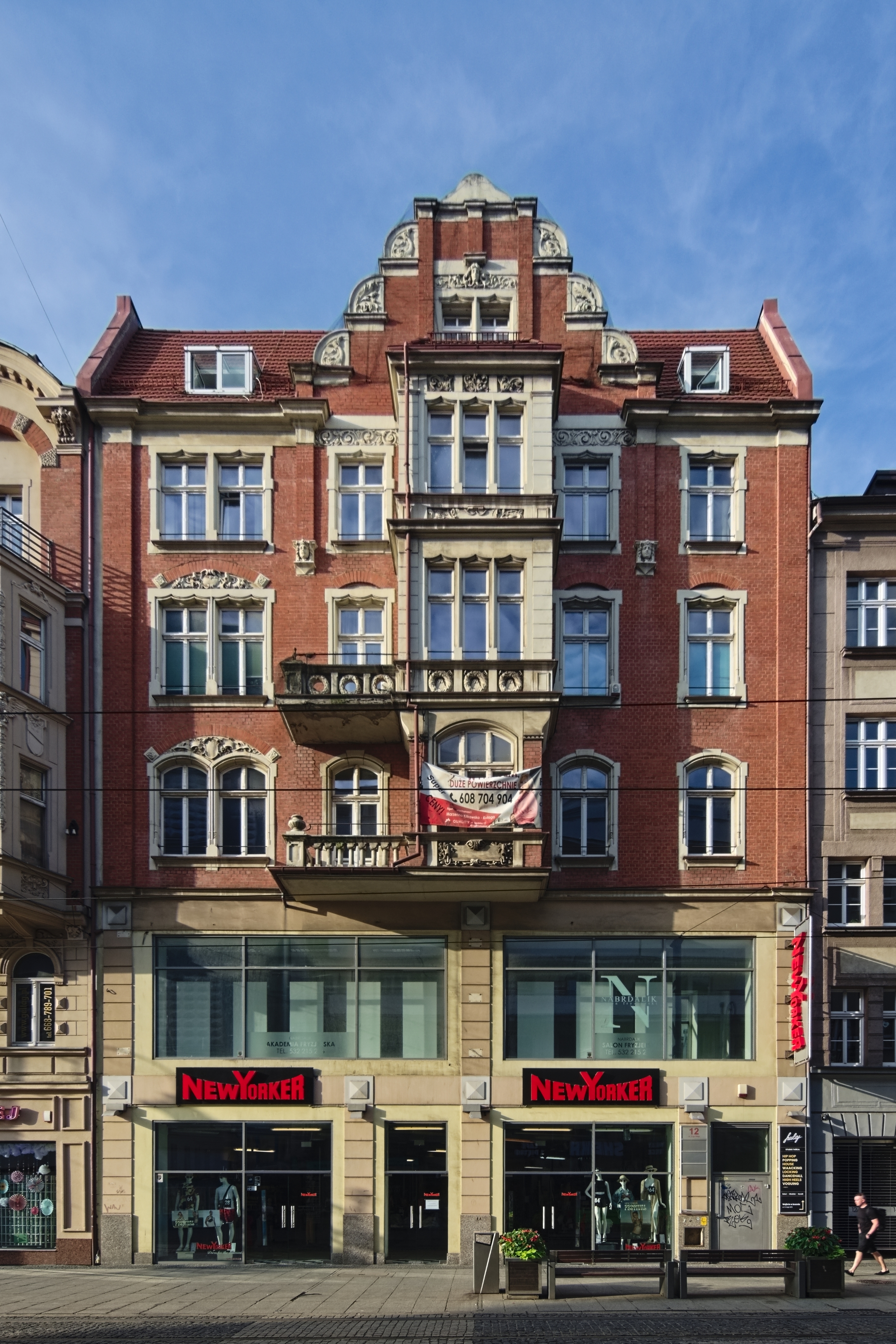
Ehemaliges Buchdruckerei in Kattowitz; ab 1901 Sitz der Kattowitzer Zeitung

### 1869 bis 1921
Am 1. Mai 1868 kaufte Buchhändler Gottfried Siwinna die ein Jahr vorher in der Grundmannstr. in Kattowitz. Haus Nr. 3 eröffnete Troskasche Buchhandlung und gründete damit die Firma G. Siwinna. 1870 erwarb er die Wernersche Buchdruckerei nach dem Ableben ihres Inhabers und damit auch die erste in Kattowitz erscheinende Zeitung Allgemeiner Anzeiger für den oberschlesischen Industriebezirk. Der Titel dieses anfänglich als Wochenblatt erscheinenden Quartformats wurde erst am 1. Juli 1874 in Kattowitzer Zeitung umgeändert. Die Zeitung erschien jetzt dreimal und bald darauf sechsmal wöchentlich. Ursprünglich wohnte die Familie Siwinna mit ihrer Zeitung zur Miete in dem Mokrauerschen Hause, Grundmannstr. 3, siedelte aber schon 1875 in das gegenüberliegende Haus Nr. 12 des Baumeisters Hirth über, das Siwinna bereits 1873 für diesen Zweck gekauft hatte. Im Jahre 1884 wurde die Druckerei durch ein neues Gebäude erweitert. Als 1892 der Gründer und Inhaber Gottfried Siwinna starb, war zunächst die Witwe Bertha Siwinna Inhaberin der Firma, während die beiden Söhne Fritz und Carl Siwinna zunächst als Prokuristen und später nach Ausscheiden von Frau Siwinna als Inhaber die Firma Siwinna gemeinsam führten. 1900 wurden die alten Gebäude auf der Grundmannstr. 12 (heute: ulica 3 Maja 12) abgebrochen und durch ein modernes Geschäftshaus mit Druckerei ersetzt. Einige Jahre später wurde das anstoßende Grundstück, Mühlstraße 9, zur Erweiterung von Druckerei u. Redaktionsbüro erworben, da sich inzwischen auch der Druckereibetrieb durch eine Reihe von Zeitungen wie „Oberschlesische Morgenzeitung“, „Oberschlesisches Tageblatt“, „6-Uhr-Abendblatt“, sowie durch Fachzeitschriften wie „Der Eisenkonstrukteur“, „Eisen und Eisenbeton“, „Schlesien“, „Kohle und Erz“ erweitert hatte. Am 1. April 1915 Schied Fritz Siwinna aus Gesundheitsgründen als Mitinhaber aus, so dass Carl Siwinna Alleininhaber der Firma bleib.
Am 18. Januar 1921 wurden die Kattowitzer Zeitung und das „Königshütter Tageblatt“  von der Interalliierten Kommission für acht Tage verboten, da sie für deutsche Positionen kurz vor der entscheidenden Volksabstimmung über die künftige Zugehörigkeit des Gebietes Oberschlesien zu Polen oder dem Deutschen Reich eintraten.

### 1921 bis 1939
Nachdem der Verleger Carl Siwinna am 1. Dezember 1921 kurz vor der Teilung Oberschlesiens nach Berlin gezogen war, wurde die Kattowitzer Zeitung von der Kattowitzer Buchdruckerei- und Verlagsgesellschaft AG übernommen. 1922 wurde sie zum (offiziellen?) Organ der Deutschen Partei in  Oberschlesien. In ihren Kommentaren bezeichnete sie immer wieder den Anschluss an Polen als Verletzung des Selbstbestimmungsrechtes des Volkes. Die Errichtung einer polnischen Verwaltung nannte sie „Besetzung“.
Ab Mitte der dreißiger Jahre wurde die Kattowitzer Zeitung von Mitgliedern der   Jungdeutschen Partei dominiert. Deshalb ließ sie der polnische Woiwode Michał Grażyński am 15. August 1939 einstellen, mit der Begründung, sie unterstütze die Positionen der NS-Führung in Berlin.

### 1939 bis 1945

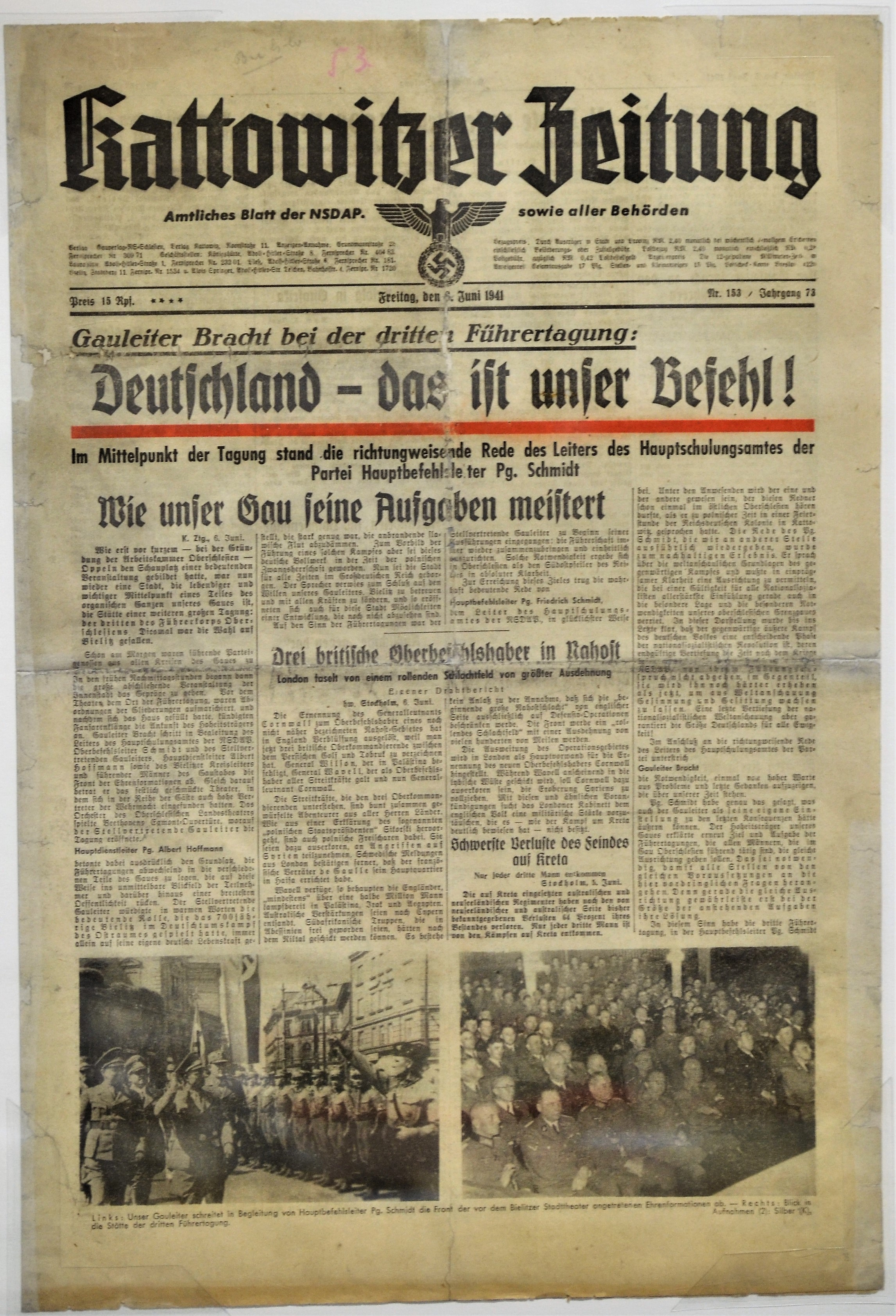
Kattowitzer Zeitung, 1941

Seit dem 9. September  1939 erschien die Kattowitzer Zeitung wieder, nur wenige Tage nach dem Einmarsch deutscher Truppen in Kattowitz, mit einem Reichsadler und Hakenkreuz im Titel. Seit Oktober 1939 wurde sie zum Organ der NSDAP-Kreisleitung von Kattowitz nach dem Wiederanschluss Ostoberschlesiens an das Deutsche Reich.
Am 31. August 1942 erschien die letzte Ausgabe der Kattowitzer Zeitung. Danach wurde sie mit anderen Zeitungen  zur Oberschlesischen Zeitung vereinigt. Deren letzte Ausgabe erschien am 23. Januar 1945, vier Tage vor der Besetzung der Stadt Kattowitz durch die Rote Armee.
Die Druckerei und das sonstige Eigentum des Verlags wurden durch den polnischen Staat konfisziert und gingen in dessen Besitz über.